# 比洛泽尔斯凯市镇
比洛泽尔斯凯市级市镇（烏克蘭語：Білозерська міська громада），是乌克兰顿涅茨克州波克羅夫斯克區的一个市镇，行政中心为比洛澤爾斯凱。市镇面积为68.7平方公里，2020年人口数量为15,738人。

## 居民点
该市镇包括一个市（比洛澤爾斯凱）、一个镇（博科韦）和5个村庄：
- 布拉霍达季（烏克蘭語：Благодать (Україна)）
- 韦塞莱波莱（烏克蘭語：Веселе Поле (Покровський район)）
- 韦斯纳（烏克蘭語：Весна (село)）
- 新沃佳内
- 米罗韦（烏克蘭語：Мирове (Покровський район)）